# Taliesin
Taliesin (534 - 599) foi um poeta britano da Britânia pós-romana cuja obra talvez sobreviveu em manuscrito em galês médio, o Livro de Taliesin. Era um renomeado bardo que se acredita ter cantado na corte de ao menos três reis britanos. Na mitologia e poesia galesa medieval, é referido como Taliesin Ben Beirdd ("Taliesin, Príncipe dos Bardos") pois excedia a seus coetâneos na arte poética. Dentre suas presumidas obras há uma awdl ou ode que contem um resumo da história do mundo na qual há uma estrofe que trata do destino dos britanos. A maioria dos poemas do Livro de Taliesin é relativamente recente (aproximadamente dos séculos X e XII), mas ao menos doze deles são, de acordo com Ifor Williams, contemporâneos ao bardo.

## Vida

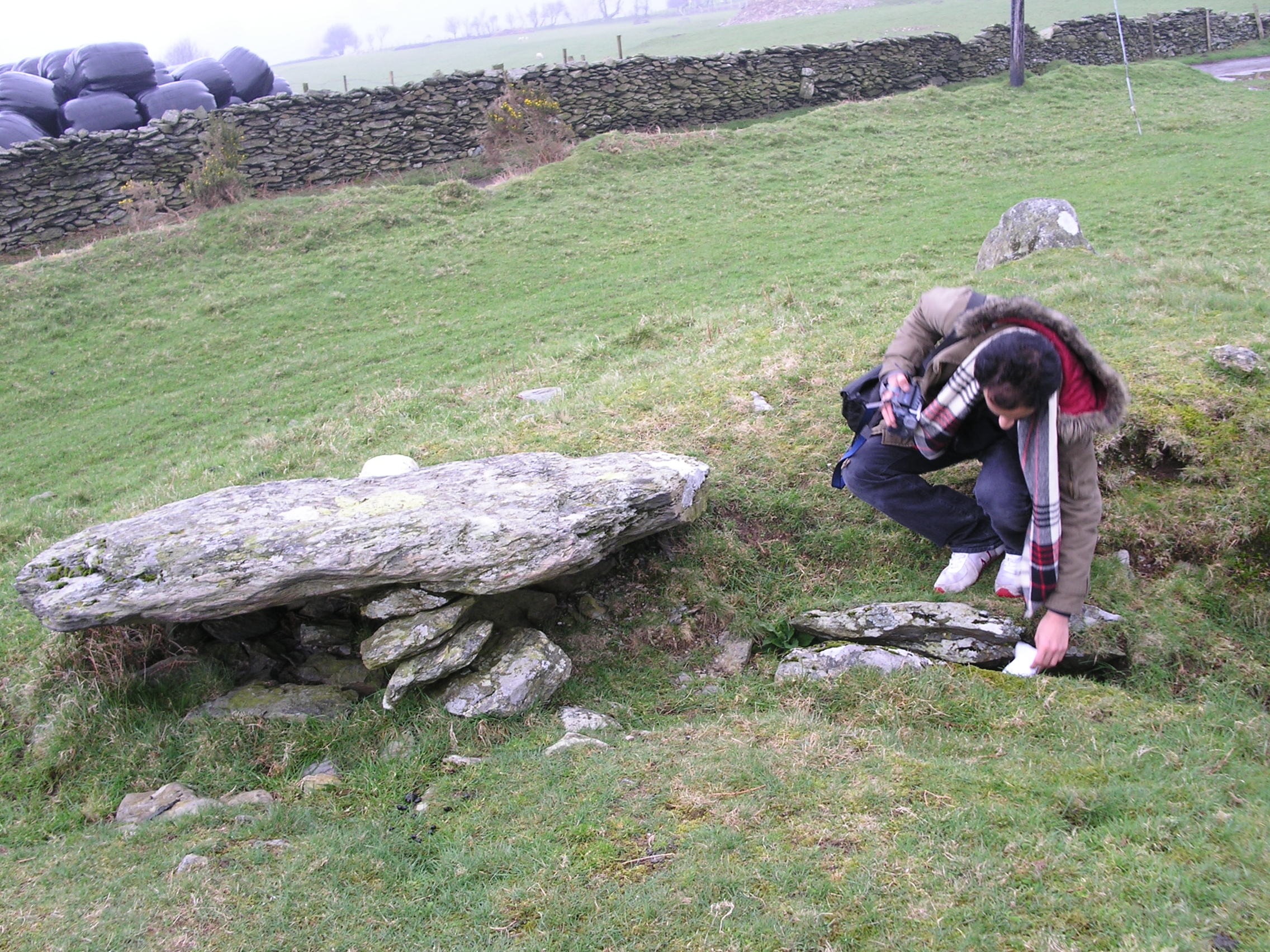
Túmulo de Taliesin

Taliesin era galês no norte, talvez de Powys, e possivelmente filho de Henuco. Foi educado em Llanreithin, perto de Llancarfan em Glamorgan, sob Cadoco, celebrado por seus aforismos, que manteve escola de filosofia lá. Como bardo, cantou na corte de Urien de Rheged, de Gualauco de Elmet, onde também serviu como gwledig e ygnat (magistrado ou juiz), e na corte de Cinano de Powys; sua obra sobretudo recita as expedições bem-sucedidas de Cinano. Ele falece em Bangor Teifi, em Ceredigion. O "Túmulo de Taliesin" (Bedd Taliesin), um mamoa da Idade do Bronze, é tido como seu túmulo.

### Mito
Sua vida foi mitificada em meados do século XVI por Elis Gruffydd, cujo relado foi construído através do folclore céltico e a existente tradição oral. Segundo essa versão, começou a vida como Gwion Bach, um jovem servo nas costas do lago Bala, onde viviam o gigante Tegid Foel e sua esposa, a bruxa Ceridwen. O casal ainda tinha uma bela filha, Crearwy, e um filho, Morfran, que se dizia ser tão feio e burro que nenhuma mágica podia curá-lo. Sendo assim, Ceridwen resolveu dar-lhe o dom da sabedoria em compensação. Usando um caldeirão mágico, cozinhou, por um ano e um dia, uma poção que daria inspiração e sabedoria. Um homem cego chamado Morda mantinha o fogo sob o caldeirão enquanto Gwion mexia o conteúdo. As três primeiras gotas do líquido davam sabedoria; o resto era um veneno letal.
Três gotinhas quentes espirraram no polegar de Gwion enquanto ele mexia, queimando-o. Instintivamente, levou o dedo à boca e instantaneamente ganhou grande conhecimento e sabedoria. O primeiro pensamento que lhe ocorreu foi a bruxa ficaria muito brava. Com medo, fugiu, mas logo ouviu sobre a sua fúria e o som de sua perseguição. Enquanto era perseguido, ele se transformou em lebre. Em resposta, ela virou uma raposa. Ele então virou um peixe e pulou num rio e ela transformou-se numa lontra. Ele se transformou em um pássaro e ela, em resposta, em um falcão. Finalmente, ele se transformou em um mero grão de milho. Ceridwen virou uma galinha, comeu-o e, ao voltar a sua forma humana, ficou grávida. Resolveu matar a criança assim que nascesse, sabendo que era Gwion, mas o bebê era tão lindo que não conseguiu cumprir o que queria. Ao invés disso, jogou-o no mar envolto numa espécie de bolsa de couro.
O bebê foi encontrado por Elffin, filho de Gwyddno Garanhir de Ceredigion, que achou a criança enquanto pescava salmão. Ao olhar à criança, ficou assustado pela brancura da testa do menino e falou tal iesin, que significa "quão radiante sua testa é". Enquanto Elffin carregava o bebê numa cesta para dar ao seu pai, lamentando seu destino de achar um bebê mas nenhum salmão, Taliesin começou a falar e poetizar. O poema que recitou dizia a Elffin que Taliesin foi enviado para guiá-lo, que não era apenas um grande poeta mas um profeta e que ao usar seus presentes todos os inimigos de Elffin seriam derrotados. Taliesin torna-se o mais famoso bardo na Britânia, prevendo a morte do rei Maglocuno nas mãos de uma "besta amarela". Com sua poesia, também inspirou os guerreiros celtas em sua luta contra os invasores saxões.